# Robert Bárány
Robert Bárány (født 22. april 1876, død 8. april 1936) var en østrigsk læge af ungarsk oprindelse. Han modtog Nobelprisen i medicin i 1914 for sit arbejde om ørets ligevægtsapparat fysiologi og patologi. 
Bárány blev født i Wien. Han uddannede sig til læge ved Wien Universitet, hvorfra han blev udeksamineret i 1900.
Fra 1917 frem til sin død var han professor ved Uppsala Universitet.